# دلبر (ترانه هندی)
«دلبر» (هندی: दिलबर؛ ‏انگلیسی: Dilbar) یک ترانهٔ هندی است که به‌عنوان بخشی از موسیقی به‌کاررفته در فیلم فقط تو در سال ۱۹۹۹ منتشر شد. این ترانه در اصل توسط آلکا یاگنیک اجرا شد و در موزیک ویدئوی آن سوشمیتا سن و سانجای کاپور حضور داشتند. موسیقی متن فقط تو ۲٫۲ میلیون نسخه فروش داشت و نهمین آلبوم بالیوودی برتر سال ۱۹۹۹ بود. در سال ۲۰۱۸ نسخهٔ دیگری از این ترانه برای فیلم حقیقت تنها پیروزی است بازآفرینی شد که نورا فتحی در آن رقص عربی مصری انجام داد. بعدها این نسخهٔ جدید را نورا فتحی با همکاری گروه هیپ هاپ مراکشی «فنایر» به زبان عربی اجرا کرد که در ۳۰ نوامبر ۲۰۱۸ منتشر شد.